# Ponzano Romano
Ponzano Romano è un comune italiano di 1 255 abitanti della città metropolitana di Roma Capitale nel Lazio.

## Geografia fisica

### Territorio
Il territorio comunale di Ponzano si trova nella valle del Tevere, dove il fiume forma ampie anse e suggestivi paesaggi tra cui la caratteristica forma di un "fiasco" creato dai meandri del Tevere. Il centro storico è stato edificato su un terrazzo fluviale del Tevere, la restante parte del territorio comunale ha un andamento collinare verso occidente. Una parte del territorio comunale di Ponzano romano, costituisce un'isola amministrativa che si trova in area golenale del Tevere ed è circoscritta tra i comuni di Sant'Oreste, Civita Castellana e Poggio Sommavilla, frazione di Collevecchio.

### Clima
- Classificazione climatica: zona D, 1828 GR/G

## Storia
Pare che la sua origine sia proprio collegata al fiume. Il nome del paese deriverebbe secondo alcuni da "pons Jani", ponte di Giano o forse dalla "gens Pontia", famiglia romana proprietaria di una villa e di terreni nella zona. Sempre legato al fiume è attestata l'esistenza di un porto fluviale.
A partire dall'VIII secolo troviamo i Benedettini insediati nell'Abbazia di S. Andrea in flumine, i quali presero possesso nella metà dell'XI secolo, del "fundus" di Ponzano. Se le prime notizie di Ponzano risalgono all'VIII secolo, epoca in cui tale località appartenne all'Abbazia di Farfa, sempre attraverso le fonti storiche, il primitivo nucleo abitativo risulta già costituito prima della fine del XIII secolo.
Tuttavia all'interno del borgo le tracce monumentali più antiche non sono anteriori al secolo XIV, mentre alcune di esse lasciano intravedere un sistema difensivo di abitazioni fortificate disposte a chiusura dell'abitato. È possibile infatti individuare l'originario borgo di Ponzano, nel periodo etrusco, come un'area con nuclei abitati posti a controllare, sulla sponda destra, l'attività sul fiume acquisito come linea di confine con i Sabini insediati sulla sponda sinistra.

## Monumenti e luoghi d'Interesse

### Architetture religiose
- Abbazia di Sant'Andrea in Flumine, dove avrebbe vissuto Benedetto di Sant'Andrea.
- Chiesa e convento di San Sebastiano.
- Chiesa di San Nicola di Bari.
- Chiesa di Santa Maria ad Nives.

### Aree archeologiche
- Monte Ramiano, sito archeologico.
- Località S. Lorenzo, muro in opera reticolata.

### Aree naturali
- Il "Fiasco", meandro del Fiume Tevere.
- Sorgente minerale dell'Acqua Forte.

## Società

### Evoluzione demografica
Abitanti censiti

## Cultura

### Eventi
- Festa della Zitella.

## Economia

### Agricoltura
Il comune di Ponzano Romano è zona di produzione della denominazione di origine protetta DOP Soratte Olio extravergine di oliva Soratte.

## Infrastrutture e trasporti

### Strade
Il territorio comunale è attraversato dall'autostrada A1, la SP 20/a collega Ponzano a Filacciano (via tiberina), mentre la SP 30/b collega Ponzano a Sant'Oreste.

### Ferrovie
Fra il 1906 e il 1932 la località era servita da una fermata, posta in località Cave, della tranvia Roma-Civita Castellana, gestita dalla Società Romana per le Ferrovie del Nord (SRFN). Dopo il 1932 la tramvia divenne ferrovia, mantenendo la fermata di Ponzano che, a causa della notevole distanza, ebbe sempre un traffico scarso, fino alla soppressione avvenuta negli ultimi anni.

## Amministrazione
Dal 1816 al 1870 fece parte della Comarca di Roma, una suddivisione amministrativa dello Stato Pontificio.
Nel 1872 Ponzano cambia denominazione in Ponzano Romano.
| Periodo           | Periodo                     | Primo cittadino                   | Partito      | Carica                    | Note   |
| ----------------- | --------------------------- | --------------------------------- | ------------ | ------------------------- | ------ |
| 28 giugno 1988    | 18 luglio 1990              | Agostino Sorce                    | Lista civica | Sindaco                   |        |
| 13 agosto 1990    | 7 giugno 1993               | Aldo Cucchi                       | Lista civica | Sindaco                   |        |
| 7 giugno 1993     | 14 maggio 2001              | Enzo De Santis                    | Lista civica | Sindaco                   | [ 9 ]  |
| 14 maggio 2001    | 30 maggio 2006              | Umberto Mascioli                  | Lista civica | Sindaco                   |        |
| 30 maggio 2006    | 26 novembre 2018            | Enzo De Santis                    | Lista civica | Sindaco                   | [ 10 ] |
| 26 novembre 2018  | 5 giugno 2019               | Gerardo Caroli                    |              | Commissario straordinario |        |
| 5 giugno 2019     | 13 maggio 2020              | Sergio Pimpinelli                 | Lista civica | Sindaco                   |        |
| 13 maggio 2020    | 20 settembre 2020           | Jean Francois De Martino Rosaroll |              | Commissario straordinario |        |
| 25 settembre 2020 | 28 dicembre 2024 - Deceduto | Sergio Pimpinelli                 | Lista civica | Sindaco                   |        |

### Altre informazioni amministrative
- Dal 2013 ha aderito alla Conferenza dei sindaci dell'area Tiberina/Flaminia/Cassia.
- Dal 2015 fa parte del Consorzio intercomunale dei servizi e interventi sociali Valle del Tevere[11] insieme ad altri 16 comuni ricandenti nel distretto socio-sanitario 4 della ASL Roma 4.